# Diplogaster nudicapitatus
Diplogaster nudicapitatus är en rundmaskart som beskrevs av Steiner 1914. Diplogaster nudicapitatus ingår i släktet Diplogaster och familjen Diplogasteridae. Inga underarter finns listade i Catalogue of Life.